# الدوري الهولندي الدرجة الأولى 1988–89
الدوري الهولندي الدرجة الأولى 1988–1989 هو الموسم الثالث والثلاثون من الدوري الهولندي لكرة القدم الدرجة الثانية منذ إنشائه في عام 1956. فاز بهذا الموسم نادي فيتيس آرنهم.http://www.rsssf.com/tablesn/ned89.html

## الفرق
يشارك 20 نادي في الدوري: النادي الذي يحتل المرتبة الأولى في هذا الدوري يتأهل مباشرتا إلى الدوري الهولندي الممتاز، تأهل في هذه الدوري فيتيسه آرنهم.